# Aragjuch
Aragjuch – wieś w Armenii, w prowincji Kotajk. W 2011 roku liczyła 994 mieszkańców.